# حي الوحدة (سيحوت)
حي الوحدة هو أحد أحياء مدينة سيحوت بمحافظة المهرة اليمنية، بلغ تعداد سكانه 1403 نسمة حسب التعداد السكاني في اليمن لعام 2004.